# 皮永萨
皮永萨（法語：Pionsat，法語發音：[pjɔ̃sa]），又称皮翁萨，是法国多姆山省的一个市镇，位于该省西北部，属于里永区。

## 地理
皮永萨（46°6'35"N, 2°41'35"E）面积24.68 平方千米，位于法国奥弗涅-罗讷-阿尔卑斯大区多姆山省，该省份为法国中南部省份，北起阿列省接壤，东临卢瓦尔省，南至上盧瓦爾省和康塔爾省，西接科雷兹省和克勒兹省。
与皮永萨接壤的市镇（或旧市镇、城区）包括：孔布拉耶地区马尔西亚、圣法若勒、拉塞莱特、勒卡尔捷、圣伊莱尔、圣迈涅、维尔莱。

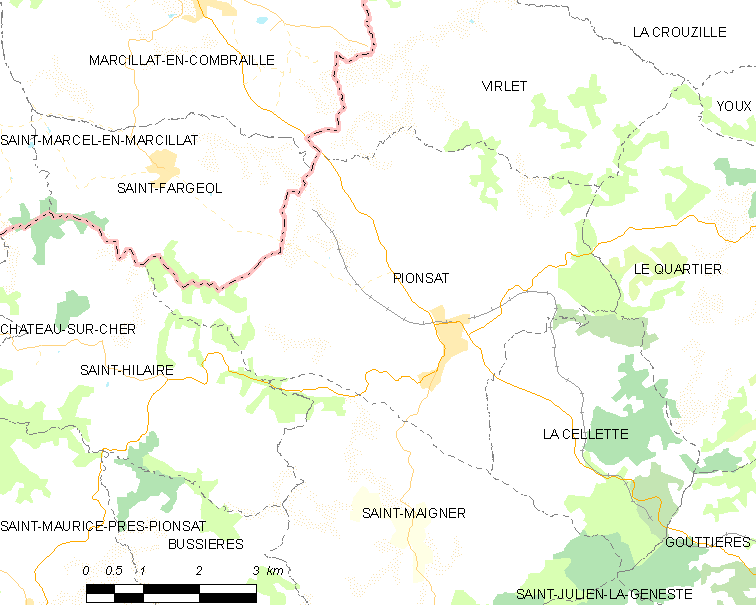
皮永萨的OSM定位图

皮永萨的时区为UTC+01:00、UTC+02:00（夏令时）。

## 行政
皮永萨的邮政编码为63330，INSEE市镇编码为63281。

## 政治
皮永萨所属的省级选区为圣埃卢瓦莱米讷县。

## 人口

1962-2008年间皮永萨人口变化图示

皮永萨于2022年1月1日时的人口数量为1042人。